# Monte Argentera
De Monte Argentera is met zijn 3297 meter de hoogste berg van de Zee-Alpen. De berg ligt in het uiterste zuiden van de Italiaanse regio Piëmont nabij de Franse grens.
De naam van de berg is afgeleid van het latijnse argentum (zilver). Waarschijnlijk is deze naam gegeven doordat deze na sneeuwval inderdaad een nogal zilverachtige kleur heeft. De Monte Argentera bestaat uit twee afzonderlijke toppen: de Cima Sud (3297 m) en Cima Nord (3286 m).
De eerste alpinist die de top bereikte was William Auguste Coolidge. Hij bereikte samen met twee gidsen, via het sneeuwkanaal Couloir di Lourousa, het hoogste punt op 18 augustus 1879. Drie jaar later op 16 augustus werd de berg voor het eerst via de oostwand beklommen door G. Dellepiane, U. Ponta en R. Audisiola. Deze tocht was een stuk gemakkelijker en staat tegenwoordig dan ook bekend als de normaalroute.